# كيرتلاند كاتر
كيرتلاند كاتر (بالإنجليزية: Kirtland Cutter)‏ هو مهندس معماري أمريكي، ولد في 20 أغسطس 1860 في ليكوود في الولايات المتحدة، وتوفي في 26 سبتمبر 1939 في سبوكين في الولايات المتحدة.